# Cyrtococcum
Cyrtococcum là một chi thực vật có hoa trong họ Hòa thảo (Poaceae).

## Loài
Chi Cyrtococcum gồm các loài: